# جو ميلر
جوزيف واين «جو» ميلر (بالإنجليزية: Joseph Wayne "Joe" Miller)‏ (ولد في 10 مايو 1967 في أوزبورن، كانساس، الولايات المتحدة) محامي وسياسي أمريكي.
ارتفع ميلر إلى مكانة وطنية كمرشح الحزب الجمهوري ومرشح حركة الشاي المفضل في انتخابات مجلس الشيوخ الأمريكي عام 2010 في ألاسكا. واجه الديمقراطي سكوت ماك آدامز والسيناتورة الجمهورية آنذاك ليزا موركوسكي لكنه خسر موركوسكي.
عمل ميلر كمحام في الممارسة العامة الخاصة ومحامي حكومي محلي وقاضي صلح أميركي حيث يساعد محكمة مقاطعة ألاسكا الاتحادية في عدد من القضايا. تخرج عام 1995 من كلية ييل للحقوق وهو من قدامى المحاربين في حرب الخليج الثانية عام 1991 وتخرج من الأكاديمية العسكرية الأمريكية في ويست بوينت. خدم ميلر ثلاث سنوات من الخدمة الفعلية في جيش الولايات المتحدة. كان ضابط مدرعات حيث خدم في الكتيبة الثانية من فوج المدرعات 34 داخل فرقة المشاة الأولى في فورت رايلي بكانساس. في عام 1991 نشر ميلر في حرب الخليج الثانية حيث شغل منصب قائد فصيلة دبابة ساعدت في إبعاد جيش صدام حسين من الكويت. قال رؤسائه عنه بأنه «قائد محارب حقيقي اختبر تحت النار» وحصل على وسام النجمة البرونزية للقيادة في القتال. فقد سمعه أثناء الخدمة. تم تسريحه بشكل مشرف من الجيش في 1 سبتمبر 1992 في الوقت الذي كانت فيه الولايات المتحدة تقليص حجم جيشها. ثم خدم في الجيش الأمريكي الاحتياطي حتى تم تقاعده بشرف في 30 مايو 1997. نشأ في ولاية كانساس وأب لثمانية أطفال. انتقل هو وزوجته وعائلته إلى ألاسكا في منتصف التسعينيات.
سعى ميلر إلى الترشيح الجمهوري لتحدي السيناتور الديمقراطي الحالي مارك بيغيتش في عام 2014 ولكن دان سوليفان هزمه في انتخابات الحزب الجمهوري الأولية.
تنحى سين ستيفنز مرشح حزب ألاسكا الليبرالي الأقوى للسماح لميلر بالحصول على ترشيح الحزب حتى يتمكن من الترشح في انتخابات مجلس الشيوخ عام 2016 المزدحمة. حصل على المرتبة الثانية في الانتخابات العامة حيث حصل على أقل قليلا من 30٪ من الأصوات.